# Emalahleni (Mpumalanga)
Emalahleni (officieel Emalahleni Local Municipality) is een gemeente in het Zuid-Afrikaanse district Nkangala.
Emalahleni ligt in de provincie Mpumalanga en telt bijna 300.000 inwoners. 
De belangrijkste kern in de gemeente is de stad Witbank. In de stad en omgeving vindt op grote schaal kolenmijnbouw plaats.

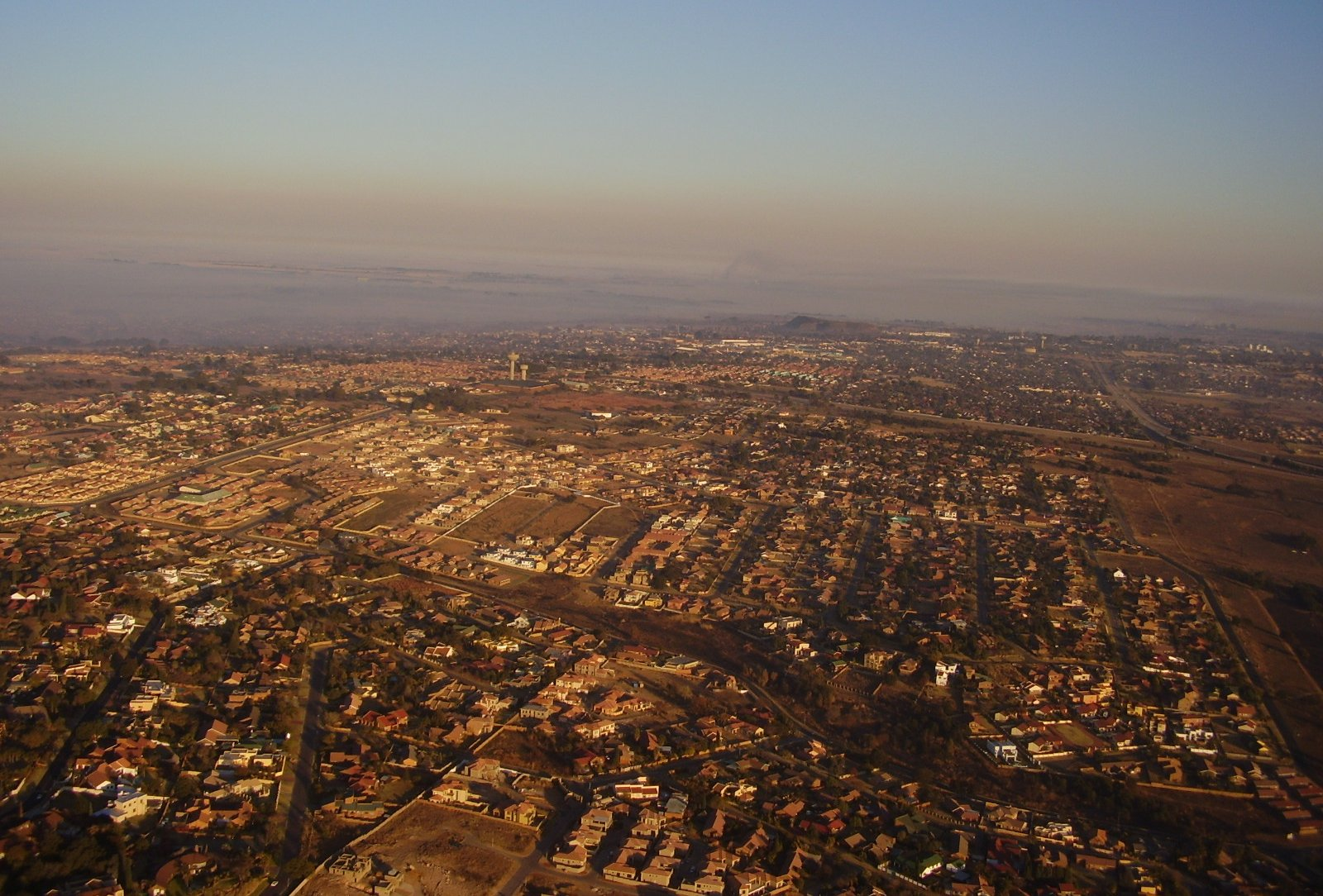
Emalahleni vanuit de lucht

## Hoofdplaatsen
Het nationaal instituut voor de statistiek, Stats SA, deelt sinds de census 2011 deze gemeente in in 25 zogenaamde hoofdplaatsen (main place):
Bloukrans • Clewer • eMalahleni • eMalahleni NU • Ga-Nala • Greenside Colliery • Hlalanikahle • Ikageng • KwaGuqa • Landau Colliery • Masakhane • Naauwpoort • New Largo • Ogies • Pambili • Phoenix • Phola • Reedstream Park • Rethabile • Skoongesig • Springbok • Thubelihle • Vosman • Wilge • Wolwekrans.